# Mission de France
Pour les articles homonymes, voir MDF.
La Mission de France (en latin : Missio Galliae) ou, en forme longue, la prélature territoriale de la Mission de France ou de Pontigny (en latin : Territorialis Praelatura Missionis Galliae seu Pontiniacensis) est une Église particulière de l'Église catholique en France.
Érigée en 1941, la Mission de France devient une prélature territoriale en 1954. Son siège est l'abbaye de Pontigny (Yonne). Depuis 2002, elle est suffragante de l'archidiocèse métropolitain de Dijon. Depuis le 21 mai 2025, le prélat de la Mission de France est Dominique Blanchet, qui est également évêque de Créteil.

## Histoire
Après une prise de conscience par l'Église dans les années 1930 de la déchristianisation des milieux ouvriers et ruraux en France, est créée le 24 juillet 1941 la Mission de France. C'est alors un séminaire interdiocésain destiné à former les prêtres qui le souhaitaient sur ce fait nouveau.
Le projet avait été porté par le cardinal Emmanuel Suhard, frappé par l'absence de foi des hommes de son temps en devenant archevêque de Paris . Il se place dans la continuité de la pensée de sainte Thérèse de Lisieux et écrit en 1940 : « Je sens qu'une partie de la mission de la sainte est à réaliser ». Le séminaire de la Mission de France, fondé le 24 juillet 1941 par l'Assemblée des Cardinaux et Archevêques (ACA) s'installe à Lisieux en octobre 1942. Le sulpicien Louis Augros en est appelé comme supérieur. Cette prise de conscience se renforce plus particulièrement lors de la mise en œuvre du STO par le régime de Vichy. 
De nombreux prêtres de la Mission de France, désireux de partager la vie des travailleurs de leur temps, se font prêtres ouvriers. En 1954, l'Église leur interdit de continuer leur activité professionnelle car beaucoup se sont engagés syndicalement et politiquement aux côtés de leurs compagnons de travail. Le séminaire de la Mission de France est menacé de fermeture.
Par la constitution apostolique Omnium ecclesiarum sollicitudo du 15 août 1954, le pape Pie XII élève la Mission de France au rang de prélature territoriale : cela se traduit par une organisation semblable à celle d'un diocèse classique, avec un évêque (prélat) de la Mission de France, et un siège situé à Pontigny, dans l'Yonne. Les prêtres qui s'y forment restent dans la communauté de la Mission de France, et sont envoyés principalement dans les régions déchristianisées ou de non-croyants. De sa création en 1954 à la refonte des provinces ecclésiastiques françaises en 2002, le diocèse (ou prélature) est rattaché à la province de Sens, et depuis 2002 à celle de Dijon.
Plusieurs prêtres ouvriers se sont engagés pour l'indépendance de l'Algérie dès 1954, notamment à travers la création du Comité de résistance spirituelle, par exemple Jean Urvoas, Louis Augros, Joseph Kerlan, Pierre Mamet, Bernard Boudouresques et Robert Davezies. Certains hébergèrent des militants du FLN. L'équipe de Souk-Ahras fut l'objet d'un décret d'expulsion. Plusieurs prêtres eurent des démêlés avec l'autorité militaire. Certains furent arrêtés et emprisonnés. Le séminaire et un grand nombre d'équipes furent perquisitionnés. La Mission de France diffusera une déclaration publique en 1958, avec l'approbation de l'évêque de la prélature, le Cardinal Liénart. Après l'indépendance, la Mission de France gardera des liens nombreux avec l'Algérie.
En 1965, après le concile Vatican II, le pape Paul VI autorise à nouveau aux prêtres le travail dans les chantiers et les usines. Et en 1976, les prêtres-ouvriers atteindront le nombre de 800 en France.
Trois orientations sont décidées par les évêques de France en 1980 :
- être présents auprès de ceux qui sont loin de l’Église ;
- rechercher une intelligence et une expression de la foi chrétienne ;
- promouvoir la communion ecclésiale.

En 2002 est créée la Communauté Mission de France qui rassemble les prêtres, diacres et pour la première fois des laïcs qui sont associés depuis longtemps aux actions et aux institutions de la Mission de France. Désormais des laïcs s’engagent avec la Mission de France, dans une équipe de la Communauté Mission de France. 
En 2008, la Mission de France fait part, dans une lettre d'information, de ses réserves face à l'encyclique Humanae Vitae, 40 ans après sa publication, en demandant « une plus grande confiance des responsables de [leur] Église vis-à-vis des couples ».

## Liste des prélats de la mission de France
- 1954-1965 : Achille Liénart (évêque de Lille)
- 1965-1968 : François Marty (archevêque de Reims)
- 1968-1973 : Henri Gufflet (évêque coadjuteur puis évêque de Limoges)
- 1974 : André Bossuyt (évêque auxiliaire de Reims)
- 1974-1975 : Jacques Le Cordier (intérim, évêque de Saint-Denis)
- 1975 : François Marty (archevêque de Paris)
- 1975-1982 : Roger Etchegaray (archevêque de Marseille)
- 1982-1988 : Albert Decourtray (archevêque de Lyon)
- 1988-1995 : André Lacrampe
- 1996-2004 : Georges Gilson (archevêque de Sens-Auxerre)
- 2004-2015 : Yves Patenôtre (archevêque de Sens-Auxerre)
- 2015-2025 : Hervé Giraud (archevêque de Sens-Auxerre puis archevêque-évêque de Viviers)
- depuis 2025 : Dominique Blanchet (évêque de Créteil)

## Homonymes
L'église de la Mission de France, à Marseille, a été nommée ainsi au XVIIe siècle parce qu'elle était l'église d'un séminaire dirigé par les Lazaristes, connu sous le nom de Grand Séminaire ou « séminaire de la Mission de France » pour le distinguer d’une autre mission de prêtres provençaux (les Lazaristes venaient de Paris). La rue adjacente s'appelle d'ailleurs rue de la Mission de France.

## Abus sexuels
- Au terme d’un procès canonique ouvert en 2019, Jean-François Six, membre de Mission de France, est reconnu coupable d’abus sexuels envers des personnes sur lesquelles il exerçait une autorité spirituelle et morale. Une quinzaine de femmes ont déclaré avoir été victimes, les faits les plus anciens remontant à la fin des années 1950, les plus récents aux années 1990. L’abbé Six, qui les conseillait spirituellement à l’époque, aurait abusé de son autorité morale et spirituelle pour imposer à ces femmes, adultes au moment des faits, par la manipulation et l’emprise, des actes allant d’attouchements sexuels à des fellations et à des viols selon les cas, parfois assortis de rituels de purification[9]. En 2022, la Congrégation pour la doctrine de la foi confirme le renvoi de Jean-François Six[10].

- En avril 2019, une ancienne religieuse, au sein de la Communauté des Béatitudes, dépose plainte pour agression sexuelle à l'encontre du prêtre Jacques Marin, membre de la Mission de France. Elle l’accuse d'attouchements sexuels, en 1989, lors d'une confession dans un lieu de retraite au domaine de Burtin à Nouan-le-Fuzelier. Selon le procureur Frédéric Chevallier, une autre victime potentielle s'est fait connaitre. La communauté des Béatitudes a été informé par la Mission de France de ces abus au milieu des années 2010[11],[12]. Jacques Marin est décédé le 12 octobre 2019[13].